# Hofplein
La Hofplein (« Place de la Cour » en néerlandais) est à la fois une place et un rond-point de Rotterdam aux Pays-Bas.

## Situation et accès
Situé sur l'intersection avec le Weena, le Schiekade et le Coolsingel, il s'agit d'un rond-point conçu comme un carrefour giratoire avec des feux de circulation.
Ce site est desservi par la station de métro Stadhuis.

## Origine du nom
La Hofplein doit son nom à l'ancienne porte de ville Hofpoort (nl), érigée au Moyen Âge et détruite au XIXe siècle pour laisser place à l'urbanisation de la ville. Le nom de la Hofpoort référait au château situé à proximité, le Hof van Wena (nl).

## Bâtiments remarquables et lieux de mémoire
Au milieu de la place se trouve une grande fontaine, créée par Cornelis van Kralingen, sculpteur néerlandais.